# 1988 no cinema

## Estreias
- The Accidental Tourist, de Lawrence Kasdan, com William Hurt, Kathleen Turner e Geena Davis
- The Accused, de Jonathan Kaplan, com Jodie Foster e Kelly McGillis
- Another Woman, de Woody Allen, com Gena Rowlands, Mia Farrow, Ian Holm e Gene Hackman
- Ariel, de Aki Kaurismäki
- Beetlejuice, de Tim Burton, com Alec Baldwin, Geena Davis, Michael Keaton e Winona Ryder
- Betrayed, de Costa-Gavras, com Debra Winger, Tom Berenger e John Heard
- Big, de Penny Marshall, com Tom Hanks, Elizabeth Perkins, Robert Loggia e John Heard
- Bird, de Clint Eastwood, com Forest Whitaker
- Bull Durham, de Ron Shelton, com Kevin Costner e Susan Sarandon
- Camille Claudel, de Bruno Nuytten, com Isabelle Adjani e Gérard Depardieu
- Dangerous Liaisons, de Stephen Frears, com Glenn Close, John Malkovich, Michelle Pfeiffer, Keanu Reeves e Uma Thurman
- Dead Ringers, de David Cronenberg, com Jeremy Irons e Geneviève Bujold
- Die Hard, de John McTiernan, com Bruce Willis
- Distant Voices, Still Lives, de Terence Davies
- Dom za vesanje, de Emir Kusturica
- Drowning by Numbers, de Peter Greenaway
- Evil Angels, de Fred Schepisi, com Meryl Streep e Sam Neill
- A Fish Called Wanda, de Charles Crichton, com John Cleese, Jamie Lee Curtis, Kevin Kline e Michael Palin
- Frantic, de Roman Polanski, com Harrison Ford e Emmanuelle Seigner
- Gorillas in the Mist: The Story of Dian Fossey, de Michael Apted, com Sigourney Weaver
- Le grand bleu, de Luc Besson, com Rosanna Arquette e Jean Reno
- Krótki film o milosci, de Krzysztof Kieślowski
- Krótki film o zabijaniu, de Krzysztof Kieślowski
- The Last Temptation of Christ, de Martin Scorsese, com Willem Dafoe, Harvey Keitel e Barbara Hershey
- Midnight Run, de Martin Brest, com Robert De Niro
- Mississippi Burning, de Alan Parker, com Gene Hackman, Willem Dafoe e Brad Dourif
- Mujeres al borde de un ataque de nervios, de Pedro Almodóvar, com Carmen Maura e Antonio Banderas
- The Naked Gun: From the Files of Police Squad!, de David Zucker, com Leslie Nielsen, Priscilla Presley e Ricardo Montalbán
- Nuovo cinema Paradiso, de Giuseppe Tornatore, com Philippe Noiret
- L'ours, de Jean-Jacques Annaud
- La petite voleuse, de Claude Miller, com Charlotte Gainsbourg
- Rain Man, de Barry Levinson, com Dustin Hoffman, Tom Cruise e Valeria Golino
- Red Heat, de Walter Hill, com Arnold Schwarzenegger, James Belushi e Peter Boyle
- Running on Empty, de Sidney Lumet, com Christine Lahti e River Phoenix
- Salaam Bombay!, de Mira Nair
- Salome's Last Dance, de Ken Russell, com Glenda Jackson
- Spoorloos, de George Sluizer, com Bernard-Pierre Donnadieu e Johanna ter Steege
- Talk Radio, de Oliver Stone, com Eric Bogosian e Alec Baldwin
- Tucker: The Man and His Dream, de Francis Ford Coppola, com Jeff Bridges, Joan Allen, Martin Landau, Christian Slater e Lloyd Bridges
- The Unbearable Lightness of Being, de Philip Kaufman, com Daniel Day-Lewis e Juliette Binoche
- Who Framed Roger Rabbit, de Robert Zemeckis, com Bob Hoskins, Kathleen Turner e Christopher Lloyd
- Willow, de Ron Howard, com Val Kilmer
- A World Apart, de Chris Menges, com Jeroen Krabbé e Barbara Hershey
- Young Guns, de Christopher Cain, com Emilio Estevez, Kiefer Sutherland, Charlie Sheen e Terence Stamp

## Nascimentos
| Data           | Nome              | Profissão                                            | Nacionalidade          | Observações | Ref |
| -------------- | ----------------- | ---------------------------------------------------- | ---------------------- | ----------- | --- |
| 6 de janeiro   | Mehwish Hayat     | atriz                                                | Paquistão              |             |     |
| 27 de março    | Brenda Song       | atriz                                                | Estados Unidos         |             |     |
| 2 de abril     | Jesse Plemons     | ator                                                 | Estados Unidos         |             |     |
| 5 de abril     | Daniela Luján     | atriz e cantora                                      | México                 |             |     |
| 10 de abril    | Haley Joel Osment | ator                                                 | Estados Unidos         |             |     |
| 13 de abril    | Allison Williams  | atriz                                                | Estados Unidos         |             |     |
| 18 de abril    | Vanessa Kirby     | atriz                                                | Reino Unido            |             |     |
| 25 de abril    | Sara Paxton       | atriz e cantora                                      | Estados Unidos         |             |     |
| 27 de abril    | Regé-Jean Page    | ator                                                 | Reino Unido            |             |     |
| 30 de abril    | Ana de Armas      | atriz                                                | Cuba                   |             |     |
| 17 de maio     | Nikki Reed        | atriz                                                | Estados Unidos         |             |     |
| 7 de junho     | Michael Cera      | ator                                                 | Canadá                 |             |     |
| 4 de julho     | Angelique Boyer   | atriz                                                | México                 |             |     |
| 24 de agosto   | Rupert Grint      | ator                                                 | Reino Unido            |             |     |
| 6 de outubro   | Kayky Brito       | ator                                                 | Brasil                 |             |     |
| 21 de outubro  | Glen Powell       | ator                                                 | Estados Unidos         |             |     |
| 5 de novembro  | Zach Lu           | ator, apresentador de televisão, modelo e roteirista | Taiwan                 |             |     |
| 6 de novembro  | Emma Stone        | atriz                                                | Estados Unidos         |             |     |
| 1 de dezembro  | Zoë Kravitz       | atriz                                                | Estados Unidos         |             |     |
| 2 de dezembro  | Alfred Enoch      | ator                                                 | Reino Unido            |             |     |
| 4 de dezembro  | Mario Maurer      | ator e modelo                                        | Tailândia              |             |     |
| 12 de dezembro | Micael Borges     | ator                                                 | Brasil                 |             |     |
| 14 de dezembro | Vanessa Hudgens   | atriz e cantora                                      | Estados Unidos         |             |     |
| 16 de dezembro | Park Seo-joon     | ator                                                 | Coreia do Sul          |             |     |
| 16 de dezembro | Anna Popplewell   | atriz                                                | Reino Unido            |             |     |
| ?              | Celine Song       | cineasta, dramaturga e roteirista                    | Coreia do Sul / Canadá |             |     |

## Mortes
| Data           | Nome                     | Profissão            | Nacionalidade  | Observações | Ref |
| -------------- | ------------------------ | -------------------- | -------------- | ----------- | --- |
| 7 de janeiro   | Trevor Howard            | ator                 | Reino Unido    | n. 1913     |     |
| 1 de Fevereiro | Heather O'Rourke         | atriz                | Estados Unidos | n. 1975     |     |
| 27 de março    | Renato Salvatori         | ator                 | Itália         | n. 1934     |     |
| 12 de julho    | Joshua Logan             | diretor e roteirista | Estados Unidos | n. 1908     |     |
| 5 de setembro  | Gert Fröbe               | ator                 | Alemanha       | n. 1913     |     |
| 10 de setembro | Joaquim Pedro de Andrade | cineasta             | Brasil         | n. 1932     |     |
| 21 de setembro | Henry Koster             | cineasta             | Estados Unidos | n. 1905     |     |
| 28 de novembro | John Carradine           | ator                 | Estados Unidos | n. 1906     |     |
| 27 de dezembro | Hal Ashby                | cineasta             | Estados Unidos | n. 1929     |     |